# 曾光 (1911年)
曾光（1911年—1990年），又名曾立胜，广东五华县人，中华人民共和国医学家。

## 生平
1935年毕业于国立中山大学医学院。1946年留学瑞士苏黎世大学，获得博士学位。回国后任职于中山医学院附属第一医院、附属第二医院，上海安生医院、龙川平民医院。1939年，东江华侨回乡服务团龙川分团创办一个医护人员训练班，之后该团解散，由龙川县平民医院接续举办。1940年8月1日成立龙川县卫生院，他担任院长，并同时兼任医护班班主任。之后他供职于广州市方便医院、北京苏联红十字医院。1964年，调入广州医学院，担任儿科教授，并兼任图书馆馆长。曾任中国人民政治协商会议广州市委员会委员（第5、6届）。1990年去世。